# Rubin Feldszuh
Rubin Feldszuh, Rubin (Reuwen) Feldszu, ps. Ben Szem (hebr. ראובן פלדשו, ur. 28 lutego 1900 w Buczaczu, zm. 30 sierpnia 1980) – polski hebraista, działacz syjonistyczny, pisarz, dziennikarz, autor pamiętników z getta warszawskiego.

## Życiorys
Syn Józefa i Rózi z Safrynów. Ukończył gimnazjum i rozpoczął studia na Uniwersytecie Wiedeńskim. W wieku 19 lat porzucił studia i emigrował do Palestyny. Po tragicznej śmierci ojca, zamordowanego na Ukrainie, postanowił powrócić do Europy; ukończył wtedy studia w Wiedniu. Tytuł doktora nauk uzyskał w 1923 roku. W tym samym roku ukończył kształcenie rabiniczne w wiedeńskim Seminarium Izraelicko-Teologicznym (Israelitisch-Theologische Lehranstalt). Od 1925 roku w Krakowie, dołączył do ruchu syjonistyczno-rewizjonistycznego. W 1926 roku podjął pracę nauczyciela filozofii i łaciny w gimnazjum w Kowlu. W 1927 przeniósł się do Warszawy, by dołączyć do komitetu centralnego partii rewizjonistycznej. Na początku lat 30. Feldszuh zaczął różnić się w poglądach z Ze’ewem Żabotyńskim i stopniowo oddalać się od organizacji rewizjonistycznej. Ostatecznie dołączył do frakcji Meira Grossmana. Feldszuh stworzył organizację młodzieżową, Brith-Hakanaim. Wydawał i redagował czasopisma: „Nowa Era” (1928) i „Nowy Czas” (1931). W latach 1929–1937 brał udział w co najmniej czterech kongresach syjonistycznych. W latach 30. żył w Warszawie, zarabiał jako tłumacz przysięgły (z języków staroaramejskiego, hebrajskiego i jidysz). W 1939 roku ukazał się pierwszy tom zredagowanego przez Feldszuha Żydowskiego Leksykonu Społecznego (Jidiszer Gezelszaftlicher Leksikon).
Z zawartego w 1928 roku małżeństwa z pochodzącą z Czortkowa muzykolożką i pianistką Perłą Richter (1900–1943) urodziła się córka Josima (1929–1943), pianistka i kompozytorka.
Po wybuchu II wojny światowej Feldszuh z rodziną uciekł do Kazimierza Dolnego. Potem przebywał w getcie warszawskim. Według Racheli Auerbach po śmierci córki Josimy (zmarła na gruźlicę ukrywając się po aryjskiej stronie) jej matka odebrała sobie życie. Feldszuh przeżył i w lipcu 1944 roku razem z grupą Żydów znalazł się w Lublinie. Na początku października 1944 Komitet Żydowski w Lublinie wystąpił do Polskiego Komitetu Wyzwolenia Narodowego z propozycją mianowania go naczelnym rabinem. Feldszuh wspólnie z Emilem Sommersteinem założył partię syjonistyczną Ichud. Zasiadał w Centralnym Komitecie Żydów Polskich, reprezentując stronnictwo rewizjonistyczne. Był jednym z pierwszych członków Centralnej Żydowskiej Komisji Historycznej. W 1945 roku opuścił Lublin, przez Rumunię dostając się do Palestyny. Towarzyszyła mu przyszła druga żona, piosenkarka Ruth Halbersztadt (1913–2007). Para pobrała się w Bukareszcie, mieli dwoje dzieci: syna Nekamię (ur. 1946) i córkę Joezrę Rinę (ur. 1950).
W Palestynie Feldszuh związał się ze środowiskiem Ogólnych Syjonistów i zamieszkał w Tel Awiwie. Po przybyciu do Palestyny wydawał wspomnienia oraz opowiadania dotyczące przeżyć wojennych w języku hebrajskim, jak np. Me- al ha- kwa-rim ha- domin (1946). Pracował jako dyrektor szkoły i publikował. W latach 1956–1959 był attaché kulturalnym w Buenos Aires.
Został pochowany na cmentarzu w Holonie.

## Publikacje
- Noce palestyńskie. Warszawa: E. Gitlin, 1928
- Di idee fun Kern Tel-Haj, 1930
- Czerwone dusze. Warszawa: „Perły”, 1932
- Jidišer gezelsaftlecher leksikon = Żydowski leksykon społeczny. T. 1. Warszawa: Rubin Feldszuh, 1939
- Psychologia l’Kitot Ha’elyonot shel Batei Hasefer Hatichonim v’l’Batey Hamidrash Hamorim. Tel Awiw: N. Twersky, 1953
- Poyln brent. Buenos Aires, 1960
- Ani v’Hi. Tel Awiw: HaMenorah, 1963